# Lee Hill
Lee Hill (8 de julio de 1894 - 15 de septiembre de 1957) fue un actor estadounidense que trabajó durante la era del cine mudo. Apareció en 74 películas entre 1914 y 1924. Nació en Minnesota y murió en Los Ángeles, California.

## Filmografía
- Shanghaied (1915)
- Guilty (1916)
- Behind the Lines (1916)
- The Fuel of Life (1917)
- Station Content (1918)
- False Ambition (1918)
- A Sporting Chance (1919)
- Girls (1919)
- A Master Stroke (1920)
- Cytherea (1924)